# Université de Bouira
Pour les articles homonymes, voir Bouira (homonymie) et Mohand.
L'université de Bouira (en arabe : جامعة البويرة, en kabyle : tasdawit n tubiret) est une université algérienne sise en plein centre-ville de Bouira. Elle porte aussi le nom de Mohand Akli Oulhadj. Elle est inaugurée à la fin de l'année 2005 sous forme d'un centre universitaire annexé à l'université de Boumerdès.
En 2010, l'université de Bouira est la troisième université en Algérie à ouvrir un département de langue et culture amazighes.

## Effectifs
Le nombre d'étudiants de l'université de Bouira a dépassé 21 000 étudiants (dont 14 440 en licence, 6 291 en master, 457 en doctorat LMD, 115 en doctorat science et 396 en post-graduation). L'encadrement est assuré par plus de 800 enseignants dont 143 professeurs.
Lors de l'année universitaire 2018-2019, 3 456 nouveaux étudiants se sont inscrits à l'université Akli-Mohand-Oulhadj dans les 11 filières disponibles. Ils se sont répartis comme suit: 610 étudiants inscrits dans la filière des sciences économiques et commerciales, 500 autres en sciences de la nature et de la vie, 452 en sciences et technologie, 256 en mathématiques et informatique, 351 en droit, 300 dans les sciences humaines, 250 en sciences sociales, 238 en langue et littérature arabe, 195 en lettres françaises, 103 en langue et culture amazighes, 90 à l’Institut des technologies hydrauliques, 12 en sciences de la matière, et 99 étudiants inscrits en sciences islamiques.

## Facultés et instituts
- Faculté des Sciences et des Sciences appliquées.

- Faculté des sciences de la nature et de la vie et sciences de la terre
- Faculté des Lettres et des Langues.
- Faculté des sciences sociales et humaines.
- Faculté des sciences économiques, commerciales et des sciences de gestion.
- Faculté de droit et des sciences politiques.
- Institut des sciences et techniques des activités physiques et sportives.
- Institut des sciences et des techniques appliquées.